# Jennifer Meyer
Jennifer Meyer (sinh ngày 23 tháng 4 năm 1977) là một nhà thiết kế trang sức người Mỹ.

## Thời niên thiếu
Meyer sinh ra trong một gia đình Do Thái tại Los Angeles, California. Cô là con gái của Ronald Meyer, hiện đang giữ chức phó chủ tịch của NBC Universal và trước đây là chủ tịch và CEO của Universal Studios. Mẹ cô là người vợ đầu tiên của Ronald Meyer, Ellen.